# Любятино (Пензенский район)
Любятино — село в Пензенском районе Пензенской области России. Входит в состав Ермоловского сельсовета.

## География
Село находится в центральной части Пензенской области, в пределах Приволжской возвышенности, в лесостепной зоне, на берегах реки Пензы, на расстоянии примерно 44 километров (по прямой) к северо-западу от села Кондоль, административного центра района. Абсолютная высота — 171 метр над уровнем моря.

### Климат
Климат характеризуется как умеренно континентальный, с умеренно холодной продолжительной зимой и относительно тёплым летом. Средняя температура воздуха самого тёплого месяца (июля) — 18,8 °C (абсолютный максимум — 40 °C); самого холодного (января) — −13 — −12 °C (абсолютный минимум — −47 °C). Безморозный период длится от 117 до 133 дней. Среднегодовое количество атмосферных осадков варьируется от 467 до 604 мм, из которых большая часть выпадает в тёплый период.

### Часовой пояс
Село Любятино, как и вся Пензенская область, находится в часовой зоне МСК (московское время). Смещение применяемого времени относительно UTC составляет +3:00.

## Население
| 1782 | 1864 | 1877 | 1911 | 1926  | 1930  | 1939 |
| ---- | ---- | ---- | ---- | ----- | ----- | ---- |
| 499  | ↗668 | ↗767 | ↗847 | ↗1115 | ↗1357 | ↘522 |
| 1959 | 1979 | 1989 | 1996 | 2002  | 2010  |      |
| ↘319 | ↘173 | ↘124 | ↘100 | ↘76   | ↘62   |      |

### Национальный состав
Согласно результатам переписи 2002 года, в национальной структуре населения русские составляли 99 % из 76 чел.